# Kırklareli (district)
Kırklareli is een Turks district in de provincie Kırklareli en telt 83.378 inwoners (2007). Het district heeft een oppervlakte van 1528,2 km².
De bevolkingsontwikkeling van het district is weergegeven in onderstaande tabel.
| 1997   | 2000  | 2007   |
| ------ | ----- | ------ |
| 75.343 | 8.073 | 83.378 |